# Francisco da Costa Gomes
Francisco da Costa Gomes (Chaves, 30 giugno 1914 – Lisbona, 31 luglio 2001) è stato un generale e politico portoghese, quindicesimo presidente della Repubblica.

## Biografia
Figlio del capitano dell'esercito António José Gomes, che lo lasciò orfano all'età di 7 anni, e di Idalina Júlia Moreira da Costa, frequentò il Colégio Militar dal 1925 al 1931, anno in cui si arruolò in Cavalleria. Assegnato al 9º Reggimento della stessa, venne nominato sottotenente nel 1935 e prestò inizialmente servizio nella Guardia Nazionale Repubblicana. Nel frattempo si laureò in matematica presso l'università di Porto (1944).
Al termine della seconda guerra mondiale, venne assegnato al compito di sottocapo e poi di capo di stato maggiore della provincia di Macao (1949-1951). Nel 1952 sposò Estela da Costa Gomes, dalla quale ebbe un figlio.
Qualche anno più tardi (1958) fu chiamato dal generale Júlio Botelho Moniz, allora ministro della difesa, a ricoprire l'incarico di sottosegretario all'esercito; da tale carica venne però sollevato nel 1961, in quanto coinvolto nel tentativo di colpo di Stato militare guidato dallo stesso Moniz. Venne trasferito alla caserma di Beja.
Dopo alcuni anni in cui fu destinato all'insegnamento presso l'Istituto di alti studi militari, tornò ai ruoli operativi nel 1965 con la nomina a comandante in 2° della regione militare del Mozambico, incarico che lasciò dopo quattro anni. Nel 1970 venne nominato Comandante della regione militare dell'Angola; in quella sede ristrutturò il comando in capo e fu il primo a ricercare e concludere un'alleanza militare con il movimento independentista UNITA contro i più radicali MPLA e FNLA.
Il 12 settembre 1972 fu richiamato in patria per rivestire la carica di Capo di stato maggiore delle forze armate, in sostituzione del generale Venâncio Augusto Deslandes. Venne esonerato dall'incarico nel marzo di due anni dopo, pochi giorni prima del colpo di Stato (Rivoluzione dei garofani del 25 aprile 1974), ufficialmente per aver rifiutato di prestare giuramento di fedeltà al governo presieduto da Marcello Caetano nel corso di una cerimonia pubblica.
Subito dopo la Rivoluzione che pose fine al regime dello Estado Novo, fu uno dei sette componenti della Giunta di Salvezza Nazionale che prese il controllo del Paese. Dal 25 aprile al 30 settembre dello stesso anno, come Capo di stato maggiore generale delle forze armate con funzioni di Primo Ministro, fu la seconda autorità dello stato portoghese, subordinato solo al Presidente António de Spínola.
Divenne Presidente della Repubblica il 30 settembre 1974, su nomina della stessa Giunta, in seguito alle dimissioni di Spínola. Nel marzo 1975 assunse anche la presidenza del Consiglio della Rivoluzione, nuovo organismo che sostituì la Giunta di Salvezza Nazionale dopo il fallito tentativo di colpo di Stato ispirato dal generale Spinola.
Costa Gomes rimase Presidente della Repubblica fino al 27 giugno 1976, data in cui venne nominato suo successore il generale Ramalho Eanes, in seguito alla prima elezione presidenziale portoghese, rifiutando la proposta del Partito Comunista Portoghese di candidarsi per quelle elezioni.
Successivamente aderì al Consiglio mondiale per la pace, del quale fu vicepresidente e presidente del comitato portoghese.

## Onorificenze

### Onorificenze portoghesi
Come Presidente della Repubblica:
Personalmente è stato insignito dei titoli di: